# Uzón
Uzón (en ruso: Узон) es una caldera volcánica de 9 por 12 km situada en la parte oriental de la península de Kamchatka, Rusia. Junto con la caldera de Géizernaya, alberga el mayor campo geotérmico de la península de Kamchatka. Las calderas se formaron a mediados del Pleistoceno en varias erupciones grandes que depositaron entre 20 y 25 km3 de ignimbrita en una amplia zona. El lago Dalny llena un maar del Holoceno en el noreste de la caldera de Uzón.[cita requerida]
La Caldera de Uzón es un lugar de aparición de microorganismos extremófilos debido a sus altas temperaturas localizadas.[cita requerida]